# Grote buideldas
De grote buideldas (Peroryctes raffrayanus) is een buideldas uit het geslacht Peroryctes. De wetenschappelijke naam van de soort werd voor het eerst geldig gepubliceerd door Henri Milne-Edwards in 1878.

## Kenmerken
P. raffrayanus is een grote buideldas met lange voeten en een zachte vacht. De bovenkant van het lichaam is donkerbruin, de onderkant wit. De kop-romplengte bedraagt 217 tot 372 mm, de staartlengte 115 tot 197 mm, de achtervoetlengte 64 tot 80 mm, de oorlengte 20 tot 32 mm en het gewicht 650 tot 1000 g.

## Voorkomen
De soort komt voor op Nieuw-Guinea en het nabijgelegen eiland Japen, van 60 tot 3900 m hoogte. Deze soort is zeldzaam en komt vrijwel uitsluitend voor in primair bos, het meest op rond 1000 m hoogte. Dit dier krijgt één of twee jongen, kan zich waarschijnlijk het hele jaar door voortplanten en bouwt nesten van gras.

## Ondersoorten
De gewone kortneusbuideldas heeft de volgende ondersoorten:
- Peroryctes raffrayanus raffrayanus (Milne-Edwards, 1878) – komt voor in centraal Nieuw-Guinea.
- Peroryctes raffrayanus rothschildi (Förster, 1913) – komt voor op het Huonschiereiland.